# Lijst van golfers uit Italië
Dit artikel behandeld een niet-volledige lijst van golfprofessionals uit Italië anno 2011, die internationaal spelen of gespeeld hebben en lid zijn van de Italiaanse PGA.

## Heren
| - Gianluca Baruffaldi - Nino Bertasio - Alberto Binaghi - Ovidio Bolognesi - Alessio Bruschi | - Giuseppe Cali - Federico Colombo - Matteo Delpodio - Lorenzo Gagli - Marco Gierisoli | - Joon Kim - Nunzio Daniele Lombardi - Matteo Manassero - Edoardo Molinari - Francesco Molinari | - Alessandro Napoleoni - Benedetto Pastore - Andrea Perrino - Nicolò Ravano | - Marcello Santi - Andrea Signor - Alessandro Tadini - Cristiano Terragni - Claudio Vigano |

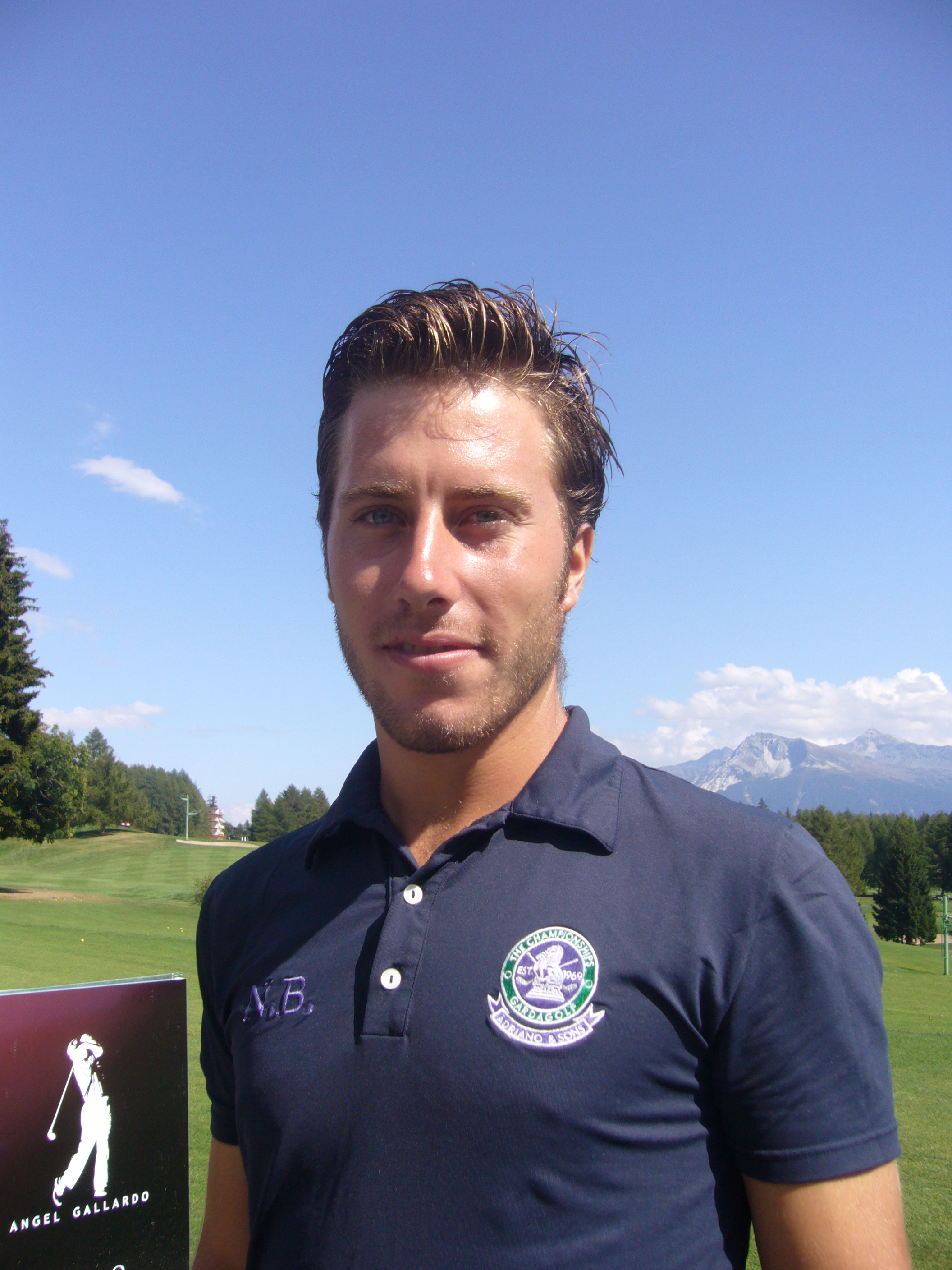
Bertasio (2009)
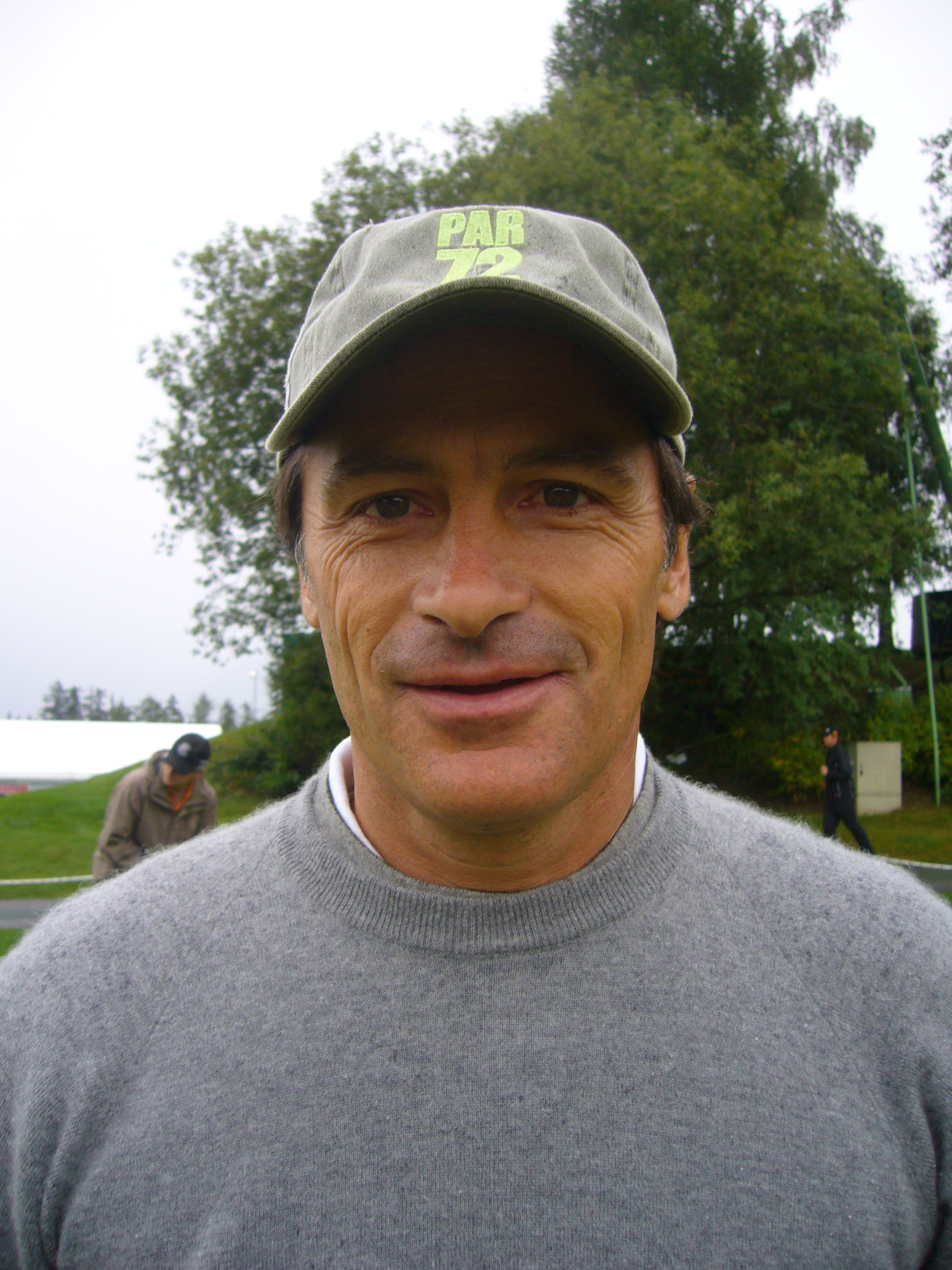
Binaghi (2008)
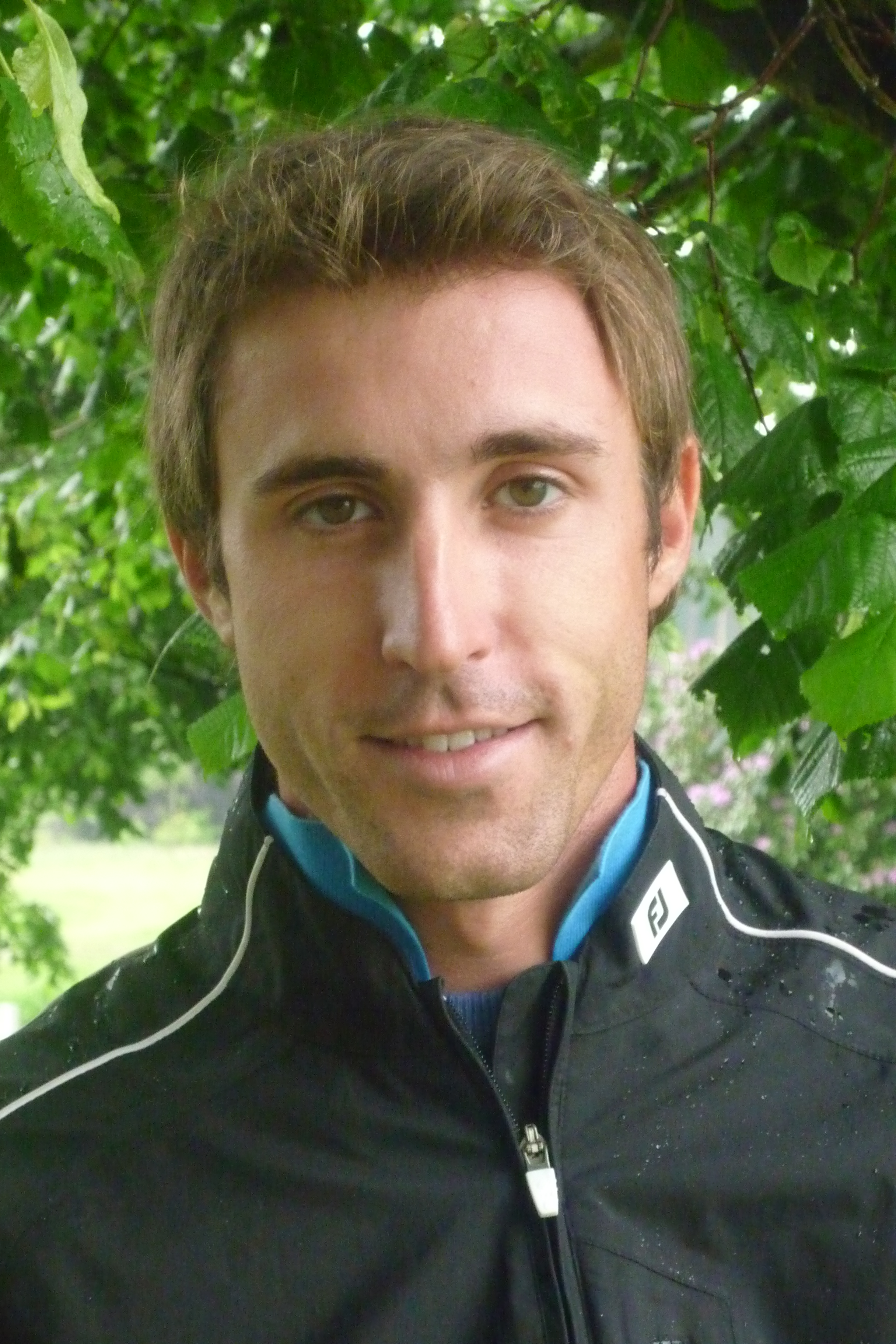
Colombo (2010)
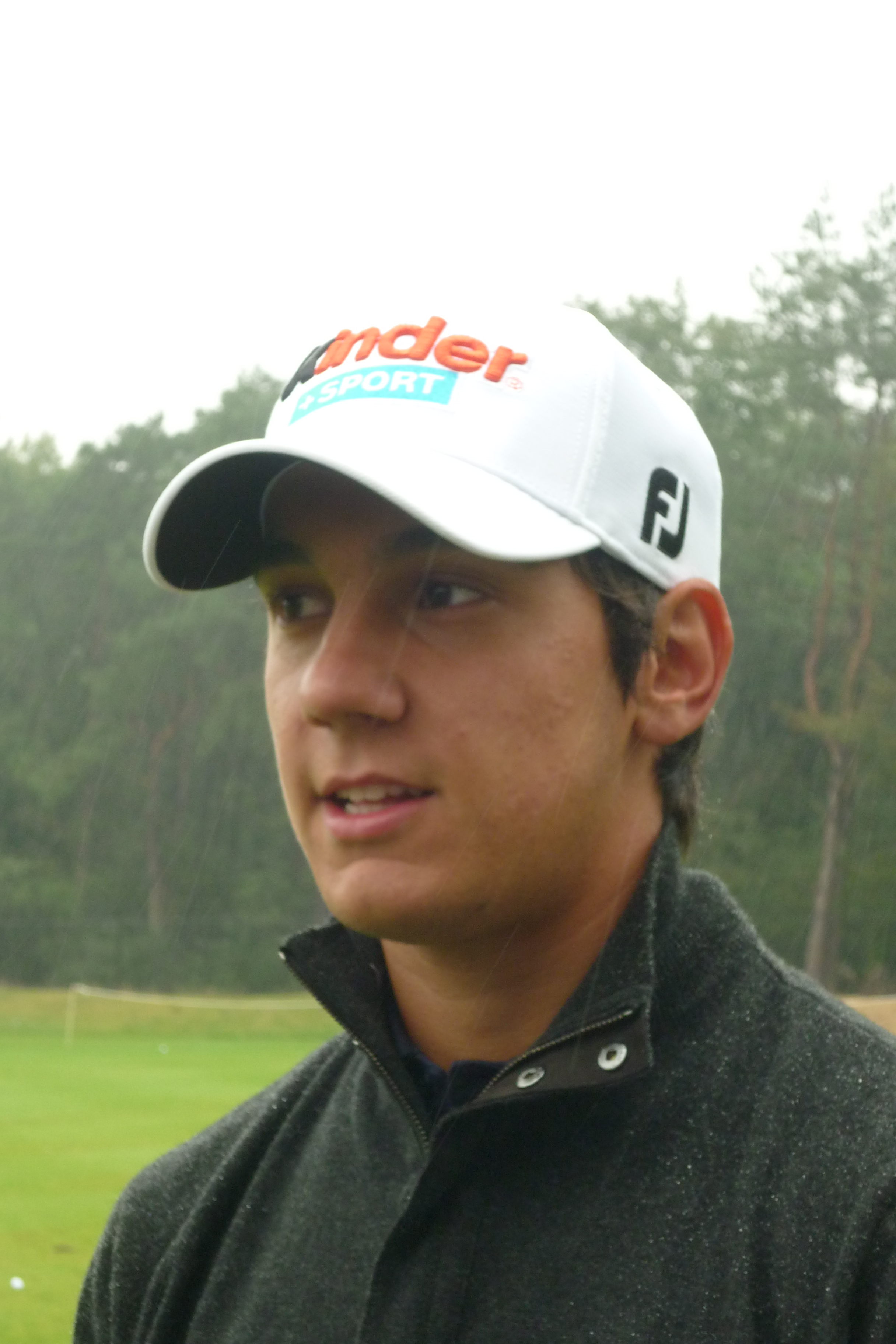
Manassero (2010)
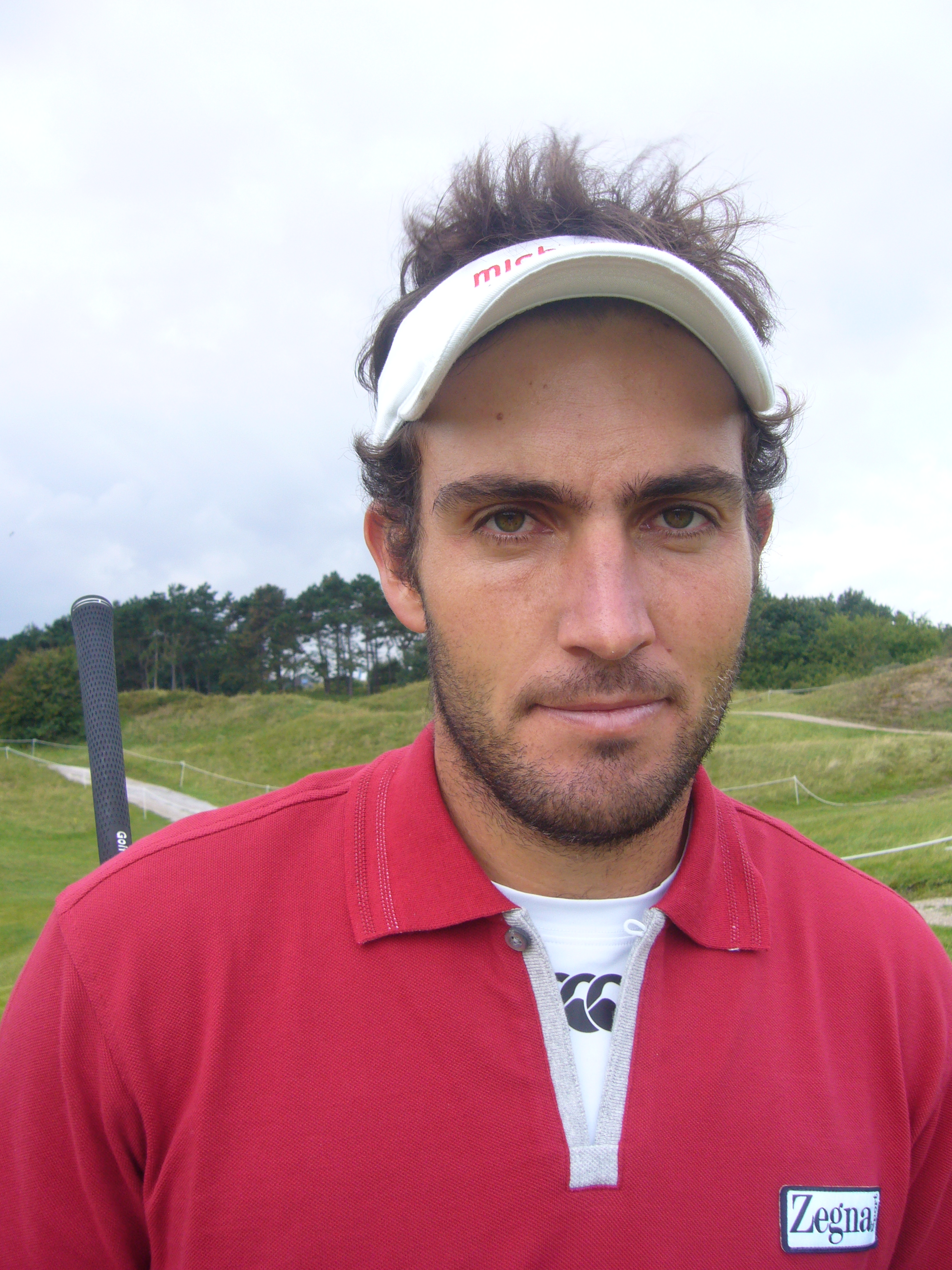
E Molinari (2008)
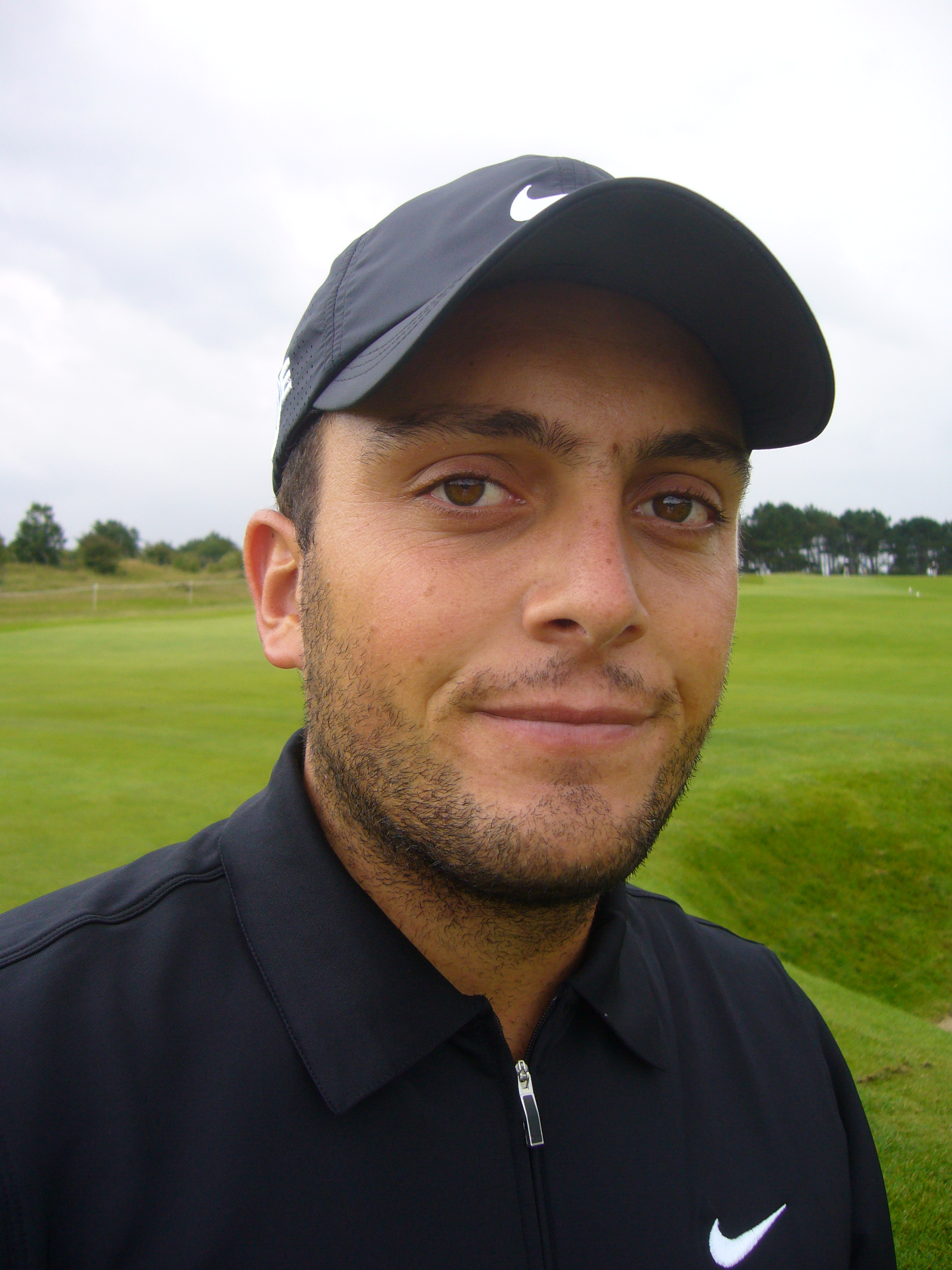
F Molinari (2008)
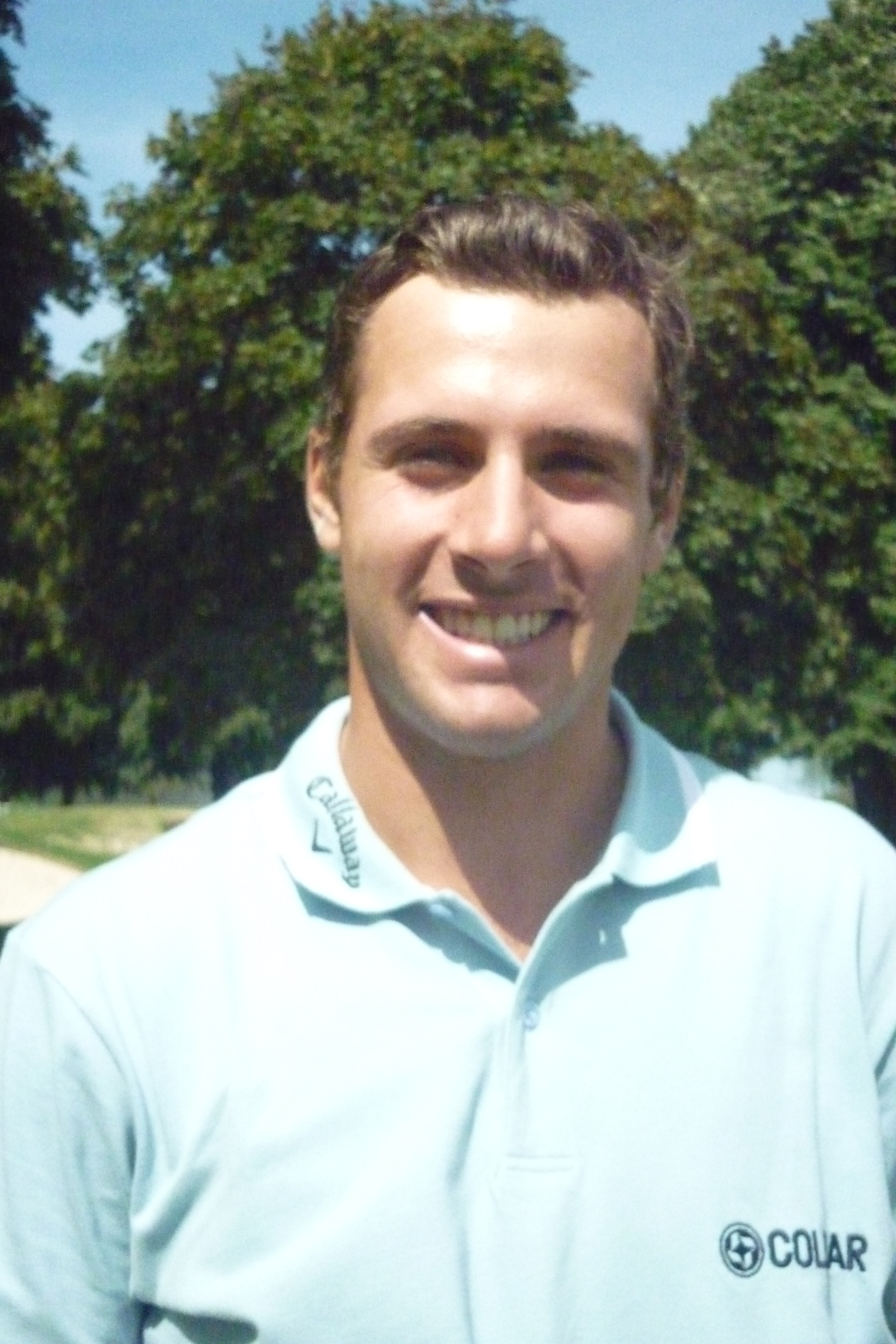
Pavan (2011)
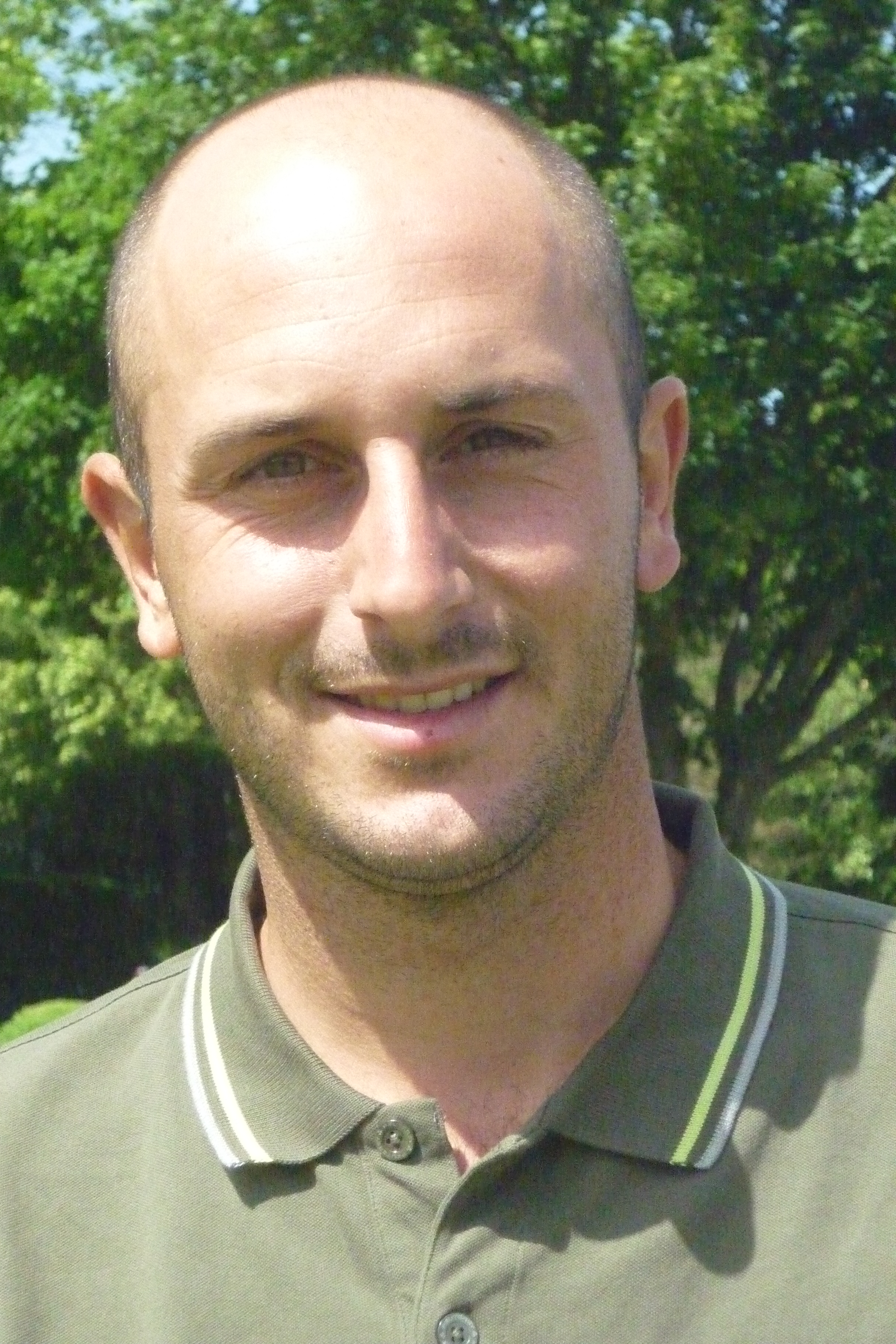
Perrino (2011)
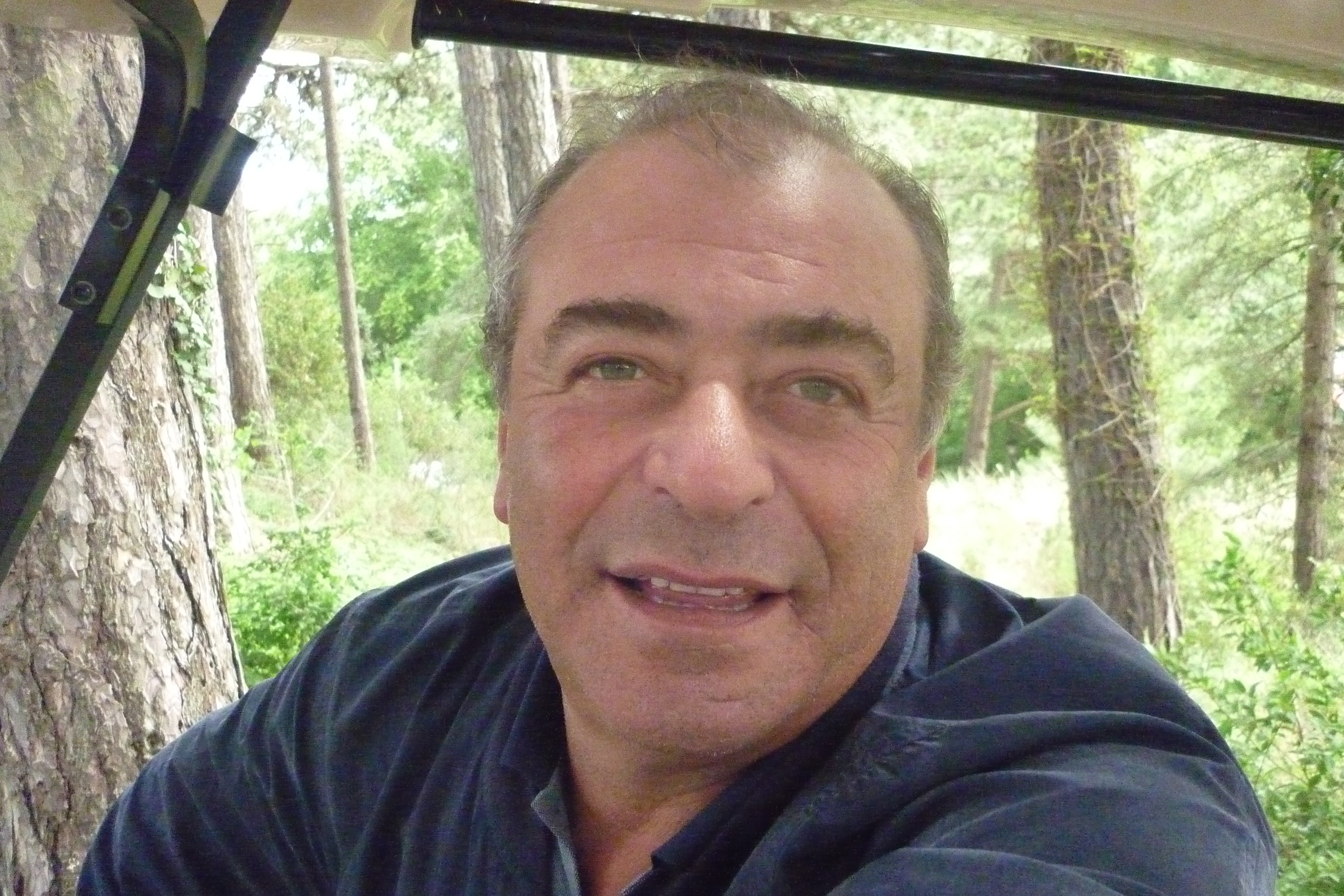
Rocca (2011)
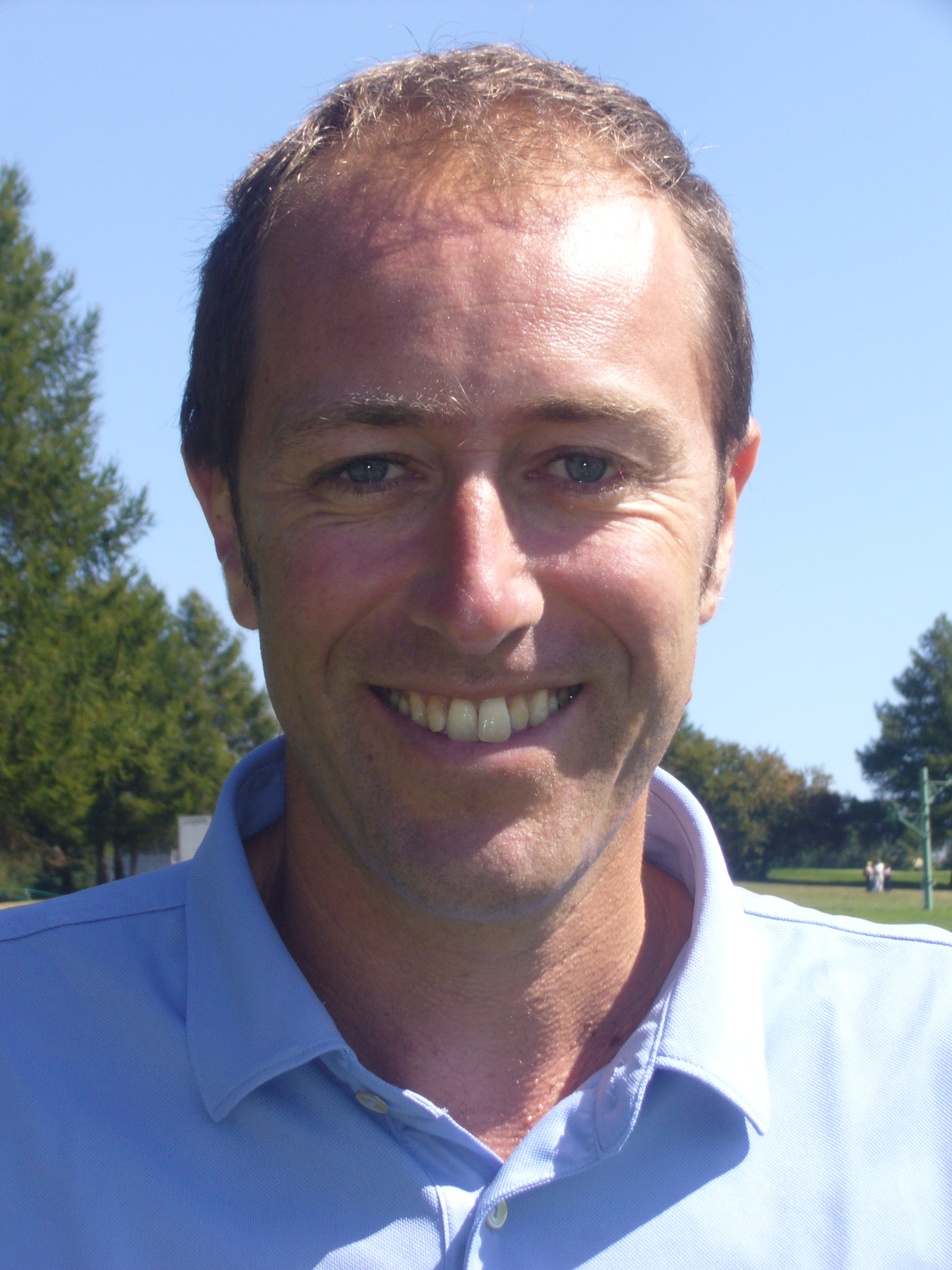
Santi (2009)
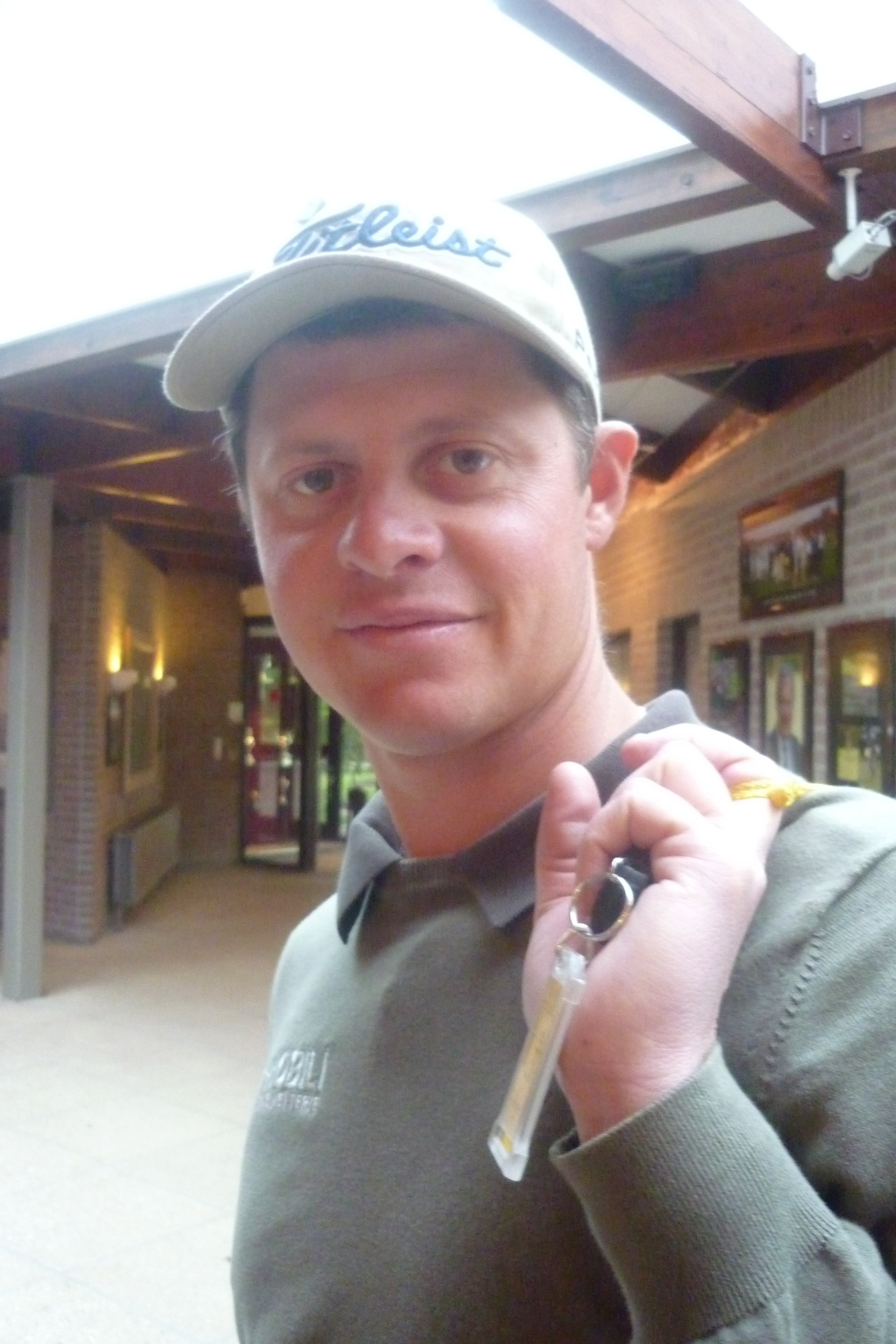
Tadini (2010)

## Dames
| - Stefania Croce - Diana Luna | - Matia Maffiuletti - Federica Piovano | - Margherita Rigon - Anna Rossi, TP 2006 | - Sophie Sandolo - Giulia Sergas | - Vittoria Valvassori, TP 2007 |

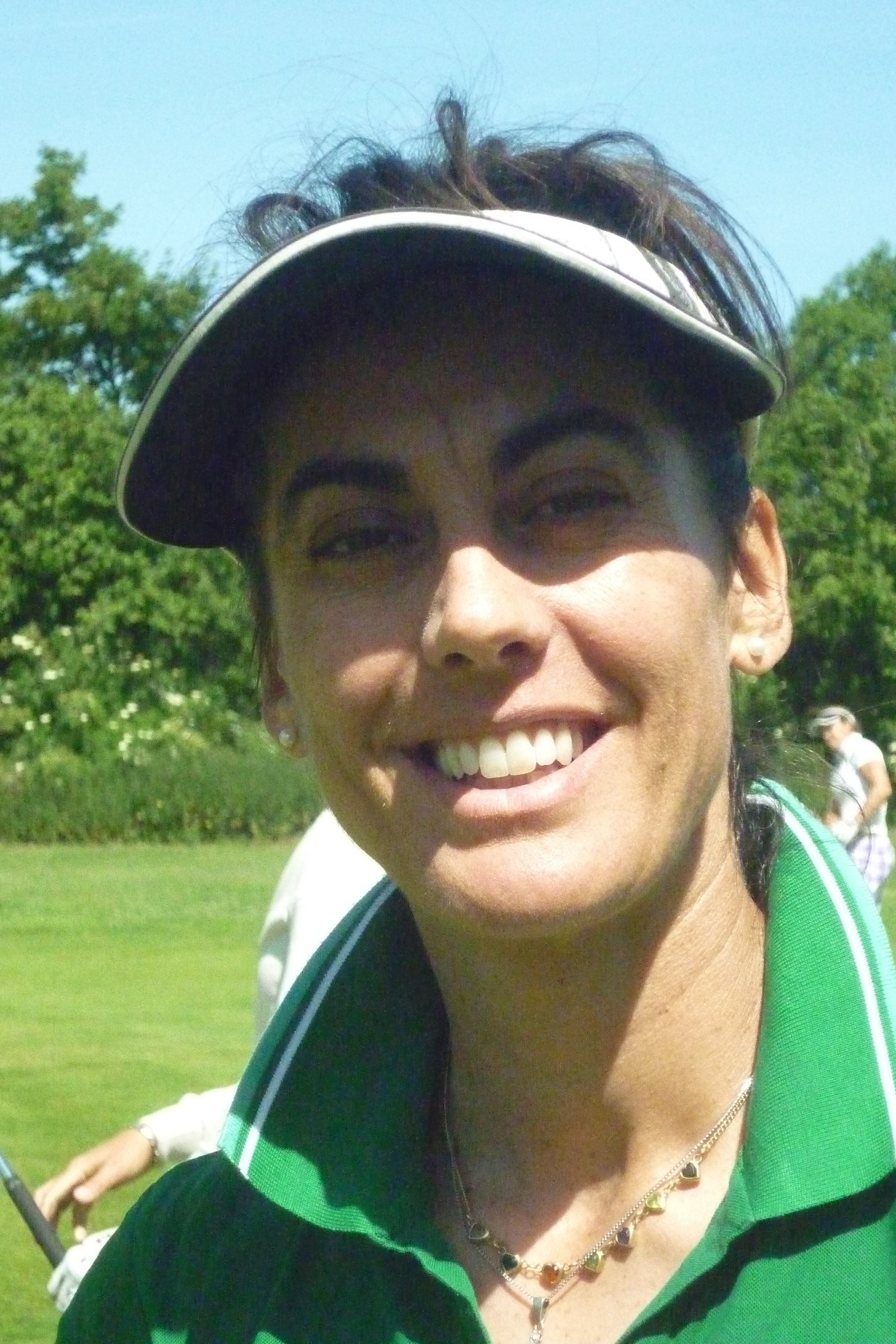
Croce (2011)
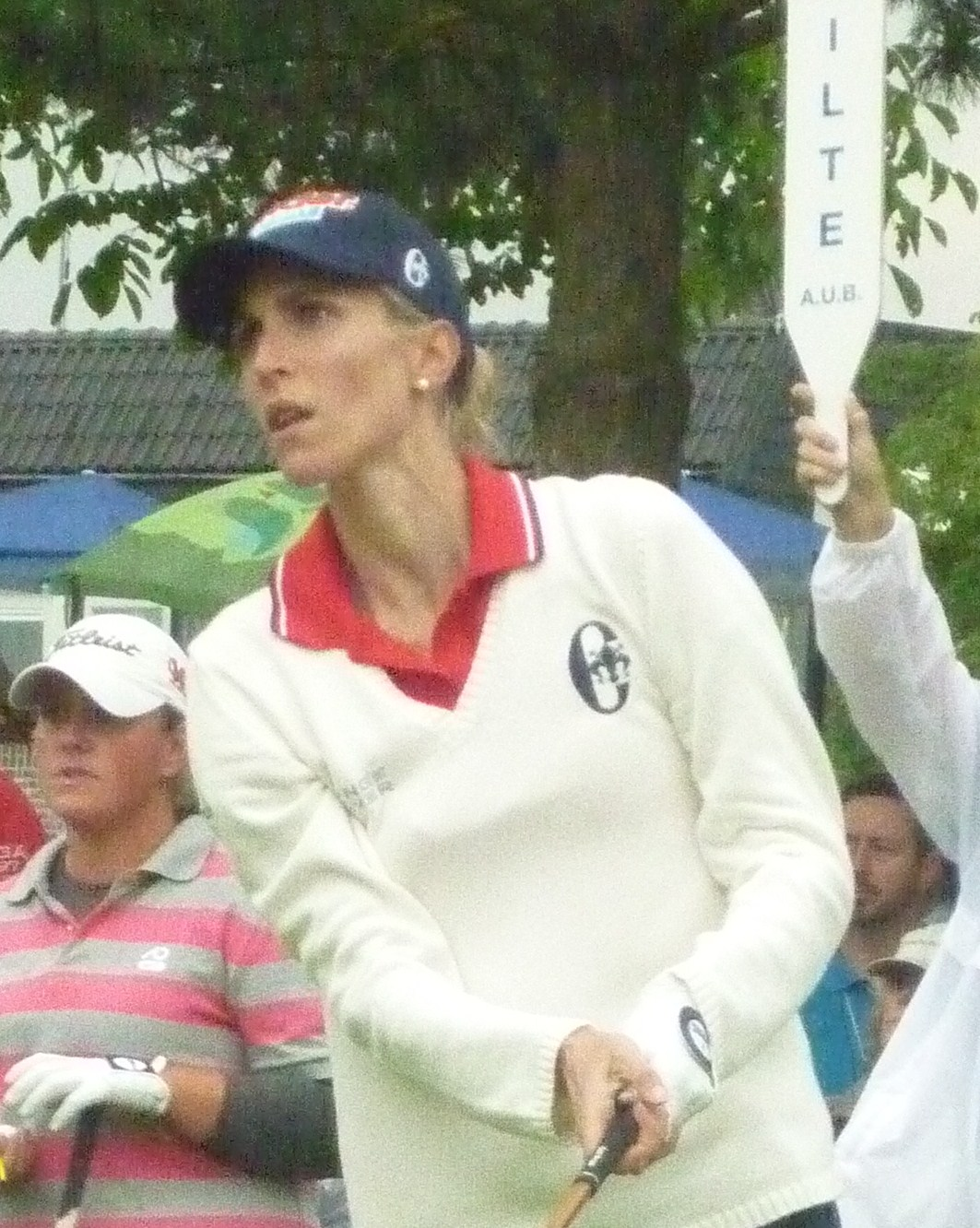
Luna (2011)
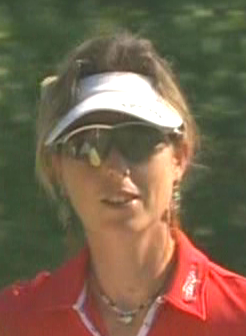
Sandolo (2006)
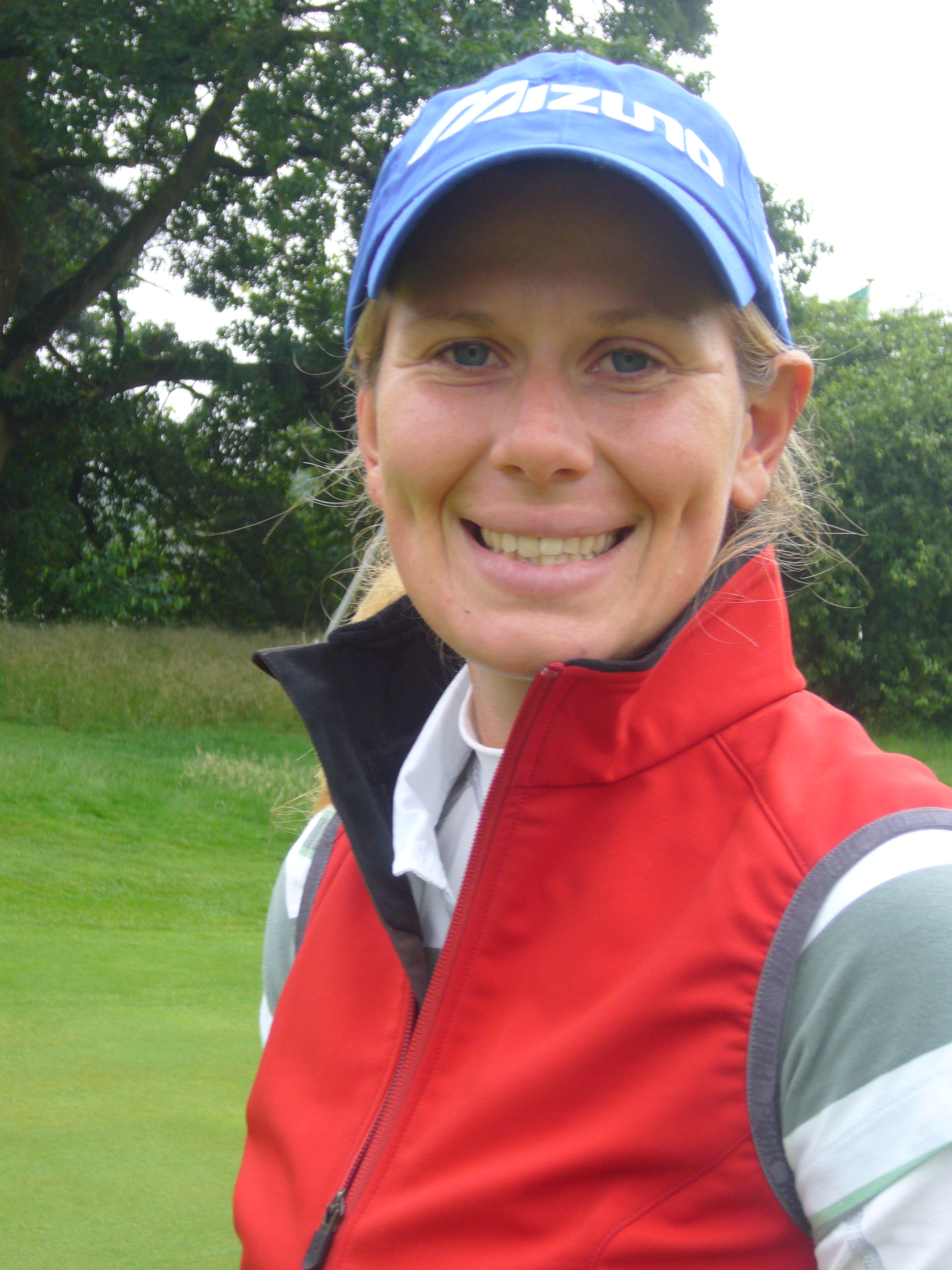
Zorzi (2008)